# Альтштадтская кирха
Альтшта́дтская ки́рха — евангелическая кирха Кёнигсберга, построенная в 1845 году (старое здание 1264 года было снесено в 1828). Немецкое название (нем. Altstädtische Kirche) было дано по географическому расположению кирхи в одном из трёх первых городов Кёнигсберга — Альтштадте.

## История
В 1264 году в Альтштадте после восстания пруссов 1263 года Тевтонским орденом была построена кирха св. Николая. В 1523 году в церкви монахом Амандусом была прочитана первая лютеранская (не католическая) проповедь в Восточной Пруссии. В 1763 году в кирхе был установлен орган работы мастера Адама Каспарини. Кирха 1264 года просуществовала до 1826 года, когда была снесена, так как мешала движению в центре города (по другим данным стены кирхи сильно просели и в них появились трещины). Позднее на её месте был разбит сквер Императора Вильгельма (нем. Kaiser-Wilhelm-platz).
В центре города было достаточно церквей, и строительство ещё одной не было необходимостью, но новая кирха служила «исторической памятью», местом хранения убранства старой Альтштадтской кирхи — одной из первых построенных в городе.
22 июня 1838 по проекту Карла Фридриха Шинкеля на месте старой была заложена новая кирха. Строительство продолжалось до 15 октября 1845 года, когда она была освящена. Выполнена в неоготическом английском стиле. Здание имело нетрадиционную форму ступенчатого ромба с множеством контрфорсов по бокам. Обычно церкви строились строго ориентировано по сторонам света: алтарем на восток, башней на запад. Новое здание Альтштадтской кирхи являлось исключением: башня находилась на юго-востоке, а алтарь — на северо-западе. Из старой кирхи был перенесён богатый 13-метровый алтарь 1606 года работы мастера Терлецки из Кенигсберга вместе с органом Каспарини, 3 старых колокола, отлитых в 1469, 1622 и 1711 годах.
Чернышев Ю. В. «Путешествие по Кёнигсбергу»:

Церковь в Альтштадте была разрушена в 1825—1828 годы и вновь построена по проекту Шинкеля теперь уже на углу Почтовой улицы и Трагхаймер Кирхенштрассе. Она стояла примерно на том же самом месте, что и сегодняшний магазин «Ромашка». Церковь была известна необычным изяществом и причудливостью форм, слыла одной из самых замечательных церквей Восточной Пруссии.

Была повреждена в ночь с 27 на 28 августа 1944 года английской авиацией. После налета внутри все было завалено щебнем и обломками. Ангелы, обрамлявшие орган, валялись на полу. После советского штурма был пробит купол и разрушена часть стен, рухнули своды.
После войны кирха постепенно разбиралась, на её развалинах снимались советские фильмы о войне, в конце 1950-х при «выпрямлении» Штайндамма (современное название — Ленинский проспект) была окончательно уничтожена. Частично улица пролегла по месту, где стояла кирха.
В старой Альтштадтской кирхе были погребены:
- В 1552 году в кирхе был похоронен Андреас Осиандер.
- В 1575 году у алтаря был похоронен герцогский придворный советник, старший сын Мартина Лютера Ганс Лютер

## Галерея изображений
Старое здание Альтштадтской кирхи:
- Старая Альтштадтская церковь на плане Кёнигсберга 1613 года
- Карандашный рисунок вида кирхи во времена Канта, выполнен в 1924 года
- Старое здание кирхи на гравюре 1829 года

Новое здание Альтштадтской кирхи (1845 года постройки)
- Фасад нового здание Альтштадтской церкви
- Постройка нового здания Альтштадтской церкви (1844 год)
- Гравюра 1845 года
- Фасад церкви на фотографии 1887 года
- Улица Юнкерштрассе